# Shakespears Sister
Shakespears Sister est un groupe britannique de synthpop/rock formé à Londres en 1988. Composé de Siobhan Fahey et Marcella Detroit, il connaît le succès, aussi bien commercial que critique, avec ses deux premiers albums, Sacred Heart (1989) et Hormonally Yours (1992) dont est extraite la chanson Stay (en), classée numéro 1 dans plusieurs pays et récompensée par le Brit Award de la meilleure vidéo britannique.

## Histoire du groupe

### Formation
Siobhan Fahey, auteure-compositrice-interprète anglo-irlandaise fait partie, avec Sara Dallin et Keren Woodward, du groupe Bananarama depuis sa création en 1980. Elle quitte le trio féminin en 1988 et se lance en solo sous le nom de Shakespears Sister, choisi en référence à une chanson du groupe The Smiths, Shakespear's Sister. L'absence de l'apostrophe est une faute d'orthographe involontaire que la chanteuse a choisi de conserver car, selon elle, cela fait du nom une chose bien à elle par rapport à la source d'inspiration. À noter, cependant, que le nom est orthographié Shakespear's Sister sur les pochettes des premiers disques.
Siobhan Fahey commence à travailler sur son tout nouveau projet musical à Los Angeles avec le producteur Richard Feldman et plusieurs musiciens parmi lesquels l'auteure-compositrice-interprète et multi instrumentiste américaine Marcella Detroit.
Un premier single double face A que se partagent deux chansons orientées house music/new wave, Break My Heart (You Really) et Heroine, sort en 1988 chez London Records mais passe inaperçu.

### Le projet devient un duo
Le mari de Siobhan Fahey, qui n'est autre que le musicien Dave Stewart d'Eurythmics, impressionné par l'alchimie musicale entre sa femme et Marcella Detroit, suggère que cette dernière fasse pleinement partie du projet, une idée soutenue par Richard Feldman et la maison de disques. Désormais un duo, Shakespears Sister enregistre son premier album, Sacred Heart, qui sort en août 1989 sur le label FFRR. Il est précédé en juillet 1989 par le single You're History qui permet à Shakespears Sister de figurer pour la première fois dans les hit-parades. Le titre se classe en effet 7e dans le UK Singles Chart, 8e en Suède et entre dans les classements des ventes de plusieurs pays en Europe ainsi qu'en Australie et en Nouvelle-Zélande,. L'album Sacred Heart, dans une veine synthpop, rencontre aussi le succès, notamment au Royaume-Uni et en Australie, obtenant une certification disque d'or dans ces deux pays,. Deux autres singles tirés de l'album, Run Silent et Dirty Mind, rencontrent un succès plus modeste.

### Le succès à son apogée
En février 1992 sort le deuxième album, Hormonally Yours (littéralement Hormonallement vôtre), ainsi titré car les deux femmes étaient enceintes au moment de l'enregistrement. Plus orienté pop et rock, il connaît un succès international, porté par la chanson Stay qui est un tube à l'échelle mondiale. Le titre se classe numéro 1 pendant huit semaines consécutives au Royaume-Uni où il se vend à plus de 600 000 exemplaires. Il caracole en tête des ventes en Irlande et en Suède et se place dans le top 5 de plusieurs pays dont les États-Unis où il est 4e du Billboard Hot 100 et le Canada avec une 4e place dans le Top 100 de RPM en septembre 1992,,,. En outre, lors des Brit Awards 1993, Stay remportera le prix de la meilleure vidéo britannique.
Hormonally Yours génère trois autres succès, I Don't Care, Goodbye Cruel World et Hello (Turn Your Radio On), qui ne font toutefois pas aussi bien que Stay. Au Royaume-Uni, l'album s'est classé 3e du UK Albums Chart et a été certifié double disque de platine pour 600 000 ventes,.

### Fin du duo
Mais ce succès marque le début de la fin pour le duo. Siobhan Fahey n'a jamais été satisfaite du choix de Stay comme single qu'elle ne jugeait pas représentatif du groupe, elle souffre de dépression et un concert au Royal Albert Hall doit être annulé,. Des tensions entre elle et sa partenaire sont apparues au point qu'elle décide de se séparer de Marcella Detroit. Mais cette dernière apprend la nouvelle de façon inattendue lors des Ivor Novello Awards en 1993 où le groupe est distingué. Fahey est absente de la cérémonie et pendant la remise du prix, une personne qui la représente lis les remerciements ainsi qu'une note où Fahey fait ses adieux à Detroit en lui souhaitant le meilleur pour l'avenir. Les deux femmes n'auront plus aucun contact pendant vingt-cinq ans.
Après avoir réglé ses problèmes personnels et divorcé de Dave Stewart, Siobhan Fahey revient en 1996 sous le nom de Shakespears Sister, redevenu son projet solo, avec un single I Can Drive sorti uniquement au Royaume-Uni et qui ne dépasse pas la 30e place du palmarès national. Un résultat loin des attentes de la maison de disques qui décide de ne pas sortir le troisième album intitulé #3.

### Projets solo
Siobhan Fahey s'éclipse alors de la scène musicale pour ne réapparaître qu'en 2002 avec un nouveau single, Bitter Pill, sorti sous son propre nom. En 2004 sort la compilation The Best of Shakespear's Sister et l'album #3 est enfin disponible au format numérique via le site internet de la chanteuse. Deux autres singles sont publiés sous le nom de Siobhan Fahey en 2005, Pulsatron et Bad Blood, ainsi qu'une autre compilation de Shakespears Sister, Long Live the Queens!. Le projet d'un album solo n'aboutit pas et ce n'est qu'en 2009 que l'on retrouve la chanteuse sous le nom de Shakespears Sister avec un album, Songs from the Red Room, sorti sur son propre label, SF Records, et sur lequel on retrouve les trois précédents singles.
Si les classements musicaux restent hors de portée, la tournée qui suit au Royaume-Uni en 2010 est un succès avec en point d'orgue le festival de l'île de Wight.
En 2012, deux compilations voient le jour, Cosmic Dancer et Remixes, tandis que l'album #3 est désormais disponible au format physique dans une édition augmentée.

### Retour en duo
Après avoir brièvement rejoint Bananarama entre 2017 et 2018, Siobhan Fahey annonce le retour de Marcella Detroit au sein de Shakespears Sister. Le duo réconcilié sort en 2019 une nouvelle compilation, Singles Party (1988-2019), et un EP, Ride Again, qui tous les deux intègrent les charts britanniques (14e et 67e respectivement).
En 2022 sort une édition Deluxe avec un disque bonus de Hormonally Yours, à l'occasion des 30 ans de l'album. Dans une interview, Marcella Detroit a annoncé qu'il y aurait certainement de nouvelles chansons de Shakespears Sister dans l'avenir.

## Discographie
Albums et Ep
- 1989 : Sacred Heart
- 1992 : Hormonally Yours
- 2004 : #3
- 2009 : Songs from the Red Room
- 2019 : Ride Again (EP)

Compilations
- 2004 : Best of Shakespear's Sister
- 2005 : Long Live the Queens!
- 2011 : Cosmic Dancer
- 2019 : Singles Party (1988-2019)

## Distinctions

### Récompenses
- Brit Awards 1993[18] : Meilleure vidéo britannique (Stay).
- Ivor Novello Awards 1993[19] : Collection remarquable de chansons contemporaines (pour Siobhan Fahey, Marcella Detroit et Dave Stewart)

### Nominations
- Brit Awards 1990[20] : Révélation britannique
- Brit Awards 1992[21] : Meilleure vidéo britannique (Goodbye Cruel World)
- Brit Awards 1993[15] : 
  - Meilleur album britannique (Hormonally Yours)
  - Meilleur single britannique (Stay)
  - Meilleur groupe britannique
- Ivor Novello Awards 1993[19] :
  - Meilleure chanson contemporaine
  - Chanson la plus vendue
  - Succès international de l'année
  - Œuvre la plus jouée
- MTV Video Music Awards 1992[22] : Choix international des spectateurs de MTV Europe (pour Stay)
- MTV Video Music Awards 1993[23] : Choix international des spectateurs de MTV Europe (pour Hello (Turn Your Radio On))